# Emanuel Carlos
Ruben Emanuel Carlos González (Joaquín Suárez, 21 febbraio 1999) è un calciatore uruguaiano, difensore del Fénix.

## Carriera
Carlos è cresciuto nel settore giovanile del Fénix ed ha iniziato la sua carriera professionistica nel 2020 in prestito all'Atenas. Rientrato al Fénix, ha esordito in Primera División il 12 settembre 2021 nell'incontro vinto 3-1 contro il Rentistas. L'11 febbraio 2023 ha segnato il suo primo gol, contro il Montevideo City Torque.

## Statistiche

### Presenze e reti nei club
Statistiche aggiornate al 19 maggio 2024.
| Stagione        | Squadra         | Campionato      | Campionato | Campionato | Coppe nazionali | Coppe nazionali | Coppe nazionali | Coppe continentali | Coppe continentali | Coppe continentali | Altre coppe | Altre coppe | Altre coppe | Totale | Totale | Totale |
| Stagione        | Squadra         | Comp            | Pres       | Reti       | Comp            | Pres            | Reti            | Comp               | Pres               | Reti               | Comp        | Pres        | Reti        | Pres   | Reti   |        |
| --------------- | --------------- | --------------- | ---------- | ---------- | --------------- | --------------- | --------------- | ------------------ | ------------------ | ------------------ | ----------- | ----------- | ----------- | ------ | ------ | ------ |
| 2020            | Atenas          | SD              | 7          | 0          |                 | -               | -               |                    | -                  | -                  |             | -           | -           | 07     | 0      |        |
| 2021            | Fénix           | PD              | 2          | 0          |                 | -               | -               |                    | -                  | -                  |             | -           | -           | 2      | 0      |        |
| 2022            | Fénix           | PD              | 13         | 0          | CU              | 1               | 0               |                    | -                  | -                  |             | -           | -           | 14     | 0      |        |
| 2023            | Fénix           | PD              | 25         | 1          | CU              | 1               | 0               |                    | -                  | -                  |             | -           | -           | 26     | 1      |        |
| 2024            | Fénix           | PD              | 3          | 0          | CU              | 1               | 0               |                    | -                  | -                  |             | -           | -           | 3      | 0      |        |
| Totale carriera | Totale carriera | Totale carriera | 50         | 1          |                 | 2               | 0               |                    | -                  | -                  |             | -           | -           | 52     | 1      |        |